# Santabarbaraite
La santabarbaraite è un minerale.

## Abito cristallino
Prisma allungato od appiattito